# Gucci Group
Cet article possède un paronyme, voir GUCY.
Pour les articles homonymes, voir Gucci (homonymie).
Gucci Group NV, puis PPR Luxury Group un temps, était une holding d'entreprises spécialisée dans l'industrie du luxe, filiale à 99,4 % du groupe français Kering. 
Son siège social était situé à Amsterdam aux Pays-Bas.
Outre le couturier italien Gucci, PPR Luxury Group détient les maisons Yves Saint Laurent, Balenciaga, Bottega Veneta, le tailleur Brioni, le joaillier Boucheron, le chausseur Sergio Rossi jusqu'en 2015 et l'horloger Sowind Group.

## Présentation

### Historique
La société devient anonyme en 1947 sous le nom de Gucci NV et est propriétaire de l'entreprise italienne Gucci. 
À la fin des années 1990, Pinault-Printemps-Redoute de François Pinault achète le vieillissant maroquinier italien Gucci, court-circuitant ainsi LVMH (le groupe d'Arnault détient à cette époque 34 % de son capital). Le styliste Tom Ford qui triomphe alors chez Gucci, secondé de l'ancien avocat Domenico de Sole (alors PDG de Gucci), souhaite conserver son pouvoir et met tout son poids dans la balance pour cette transaction qui oppose avant tout deux hommes, Bernard Arnault à François Pinault, menaçant de quitter Gucci si LVMH en prenait la direction. Mais LVMH révèle l'existence d'un accord sous la forme d'un plan de stock-options dont Domenico De Sole  et Tom Ford sont les bénéficiaires exclusifs, façon de contrer la prise de participation de Bernard Arnault. Une houleuse bataille judiciaire dans les tribunaux s'engage. Si le montage prévu est interdit par la plupart des pays occidentaux, la juridiction des Pays-Bas est plus souple. Mais ce montage est malgré tout débouté par ces mêmes tribunaux et Pinault va accaparer le Gucci Group par une augmentation de capital diluant les parts d'Arnault.  
En même temps que Gucci, François Pinault achète à la fin de l'année 1999 le prêt-à-porter de la maison Yves Saint Laurent à Sanofi, déboursant au total plusieurs milliards d'euros pour mettre la main simultanément sur Gucci et Yves Saint Laurent. Il fait racheter Saint Laurent par le Gucci Group. Tom Ford prend alors le pouvoir chez Saint Laurent, imposant style et méthodes héritées de Gucci.
Finalement, PPR s'engage le 10 septembre 2001 à lancer une offre publique d'achat sur la totalité de Gucci. Arnault peut ainsi vendre les 20 % de Gucci qui lui restent après l'augmentation de capital en réalisant une plus-value d'un milliard d'euros alors que les attentats du 11 septembre 2001 ont fait chuter le cours de Gucci.

### De nos jours
Pour 2011, Gucci est la seconde marque la plus importante pour le groupe avec 2,6 milliards de chiffre d'affaires. Le groupe change de nom début 2011, et abandonnant « Gucci Group » au profit de PPR Luxury Group, François-Henri Pinault en prend la direction. PPR Luxury Group, bien que société hollandaise, est appelée le « pôle luxe » du groupe français PPR. La société PPR Luxury Group est par la suite intégrée au groupe PPR.
PPR Luxury Group représente 27 % du chiffre d'affaires de l'ensemble du groupe PPR mais plus de la moitié du résultat financier. Cette filiale de PPR est le second groupe de luxe au monde quant au chiffre d'affaires, derrière LVMH mais devant le suisse Richemont.

## Entreprises
| Nom                 | Pays d'origine / Siège | Secteur                                                        | Actionnariat % Contrôle |
| ------------------- | ---------------------- | -------------------------------------------------------------- | ----------------------- |
| Alexander McQueen   | Londres                | Prêt à porter                                                  | 51 %                    |
| Balenciaga          | Paris                  | Prêt à porter                                                  | 100 %                   |
| Bottega Veneta      | Vicence                | Prêt à porter, maroquinerie, parfumerie                        | 100 %                   |
| Boucheron           | Paris                  | Joaillerie                                                     | 100 %                   |
| Brioni              | Penne                  | Prêt à porter                                                  | 100 %                   |
| Girard-Perregaux    | La Chaux-de-Fonds      | Horlogerie                                                     | 50,1 % via Sowind Group |
| Gucci               | Florence               | Prêt à porter, maroquinerie, chaussure, parfumerie, joaillerie | 100 %                   |
| Jeanrichard         | La Chaux-de-Fonds      | Horlogerie                                                     | 50,1 % via Sowind Group |
|                     |                        |                                                                |                         |
| Stella McCartney    | Londres                | Prêt à porter                                                  | 50 %                    |
| Saint Laurent Paris | Paris                  | Prêt à porter, maroquinerie, joaillerie                        | 100 %                   |